# Weird Science-Fantasy
Weird Science-Fantasy est un comic book américain créé par William Gaines et Al Feldstein et publié par EC Comics. Il est le résultat de la fusion des deux précédents comic books de science-fiction édité par EC Comics, Weird Science et Weird Fantasy. Ces deux publications n'étaient pas assez rentables et plutôt que d'en supprimer un, William Gaines décida de créer une nouvelle série à la suite de ces deux titres. La numérotation commença au numéro 23, puisque Weird Science et Weird Fantasy furent arrêtés au numéro 22. Après 7 numéros, le comics changea de nom et devint Incredible Science Fiction qui dura quatre numéros. La lutte de Gaines contre le Comics Code eut raison du comic book, puisque William Gaines décida de cesser toute édition de comics pour se consacrer au magazine Mad.